# سفارة أوكرانيا في إندونيسيا
سفارة أوكرانيا في إندونيسيا هي أرفع تمثيل دبلوماسي لدولة أوكرانيا لدى إندونيسيا. تقع السفارة في جاكرتا وهي تهدف لتعزيز المصالح الأوكرانية في إندونيسيا.

## وصلات خارجية
- الموقع الرسمي
- قائمة سفارات أوكرانيا
- قائمة السفارات في إندونيسيا